# Laggarsvik och Linanäs
Laggarsvik och Linanäs är en av SCB avgränsad och namnsatt tätort i Österåkers kommun i Stockholms län. Tätorten omfattar bebyggelse i Linanäs, Öran och Laggarsvik belägna på västra och norra delen av södra Ljusterö. Vid 2015 års tätortsavgränsning slogs två småorter med beteckningarna Linanäs respektive Laggarsvik och Öran samman och bildade en ny tätort.
På platsen fanns ännu vid sekelskiftet 1900 endast ett torp med namnet Laggarsvik. Mellan 1910 och 1920 anlades dock ett nytt fiskeläge med tio yrkesfiskare på platsen. Samtidigt började tomter i närheten att styckas av för såväl sommargäster som bofasta.

## Befolkningsutveckling
| Befolkningsutvecklingen i Laggarsvik och Linanäs 2015–2020                                                                               | Befolkningsutvecklingen i Laggarsvik och Linanäs 2015–2020 | Befolkningsutvecklingen i Laggarsvik och Linanäs 2015–2020 | Befolkningsutvecklingen i Laggarsvik och Linanäs 2015–2020 | Befolkningsutvecklingen i Laggarsvik och Linanäs 2015–2020 |
| --- | ---------------------------------------------------------- | ---------------------------------------------------------- | ---------------------------------------------------------- | ---------------------------------------------------------- |
| |                                                            |                                                            |                                                            |                                                            |
| År |                                                            |                                                            | Folkmängd                                                  | Areal (ha)                                                 |
| 2015 | 2015                                                       |                                                            | 303                                                        | 387                                                        |
| 2020 | 2020                                                       |                                                            | 321                                                        | 382                                                        |
| Anm.: Ny tätort 2015, utgjordes tidigare av småorterna Linanäs och Laggarsvik och Öran, denna senare hade 2010 140 invånare på 20 hektar |                                                            |                                                            |                                                            |                                                            |